# ファースト信託
ファースト信託株式会社（ファーストしんたく）は、大阪市中央区に本社を置く信託会社。

## 概要
金融規制緩和により2006年（平成18年）に設立され、同年6月21日に近畿財務局より管理型信託会社の免許登録を受けた信託会社である。不動産信託・金銭信託・金銭債権信託・有価証券信託・動産信託・個人向け福祉型信託等を対象に管理型信託業を営んでいる。2024年（令和6年）3月末日現在において、信託財産の累計実績は8,000億円、不動産信託の受託件数（残高）は1,000物件を超えている。持続可能な社会を目指し、信託受託者としてSDGｓの観点から高齢者向けの施設・住宅や森林再生ファンドなどの社会貢献型スキームへ積極的に取り組むことを特徴としている。
2023年5月8日に東京事務所を下記へ移転している。
〒100-0013 東京都千代田区霞が関3-7-1 霞が関ビジネスセンター（霞が関東急ビル）407
主な取扱商品
- 不動産信託
  - 不動産流動化スキーム
  - 不動産証券化スキーム（GK-TKスキーム、TMKスキーム）
  - 不動産管理スキーム
  - 信託内借入（借入目的信託）スキーム
  - 不動産信託受益権小口スキーム
  - 開発型スキーム
- 金銭信託
  - 決済金保全信託
  - 証拠金保全信託
  - 賃料保全信託
  - エスクロー信託
- 金銭債権信託
- 遺言代用信託（家族信託）

## 事業所
- 本社：大阪市中央区瓦町2-4-7 新瓦町ビル4階
- 東京事務所：東京都千代田区霞が関3-7-1 霞が関ビジネスセンター（霞が関東急ビル）407

## 登録
- 管理型信託業：近畿財務局長（信7）第2号
- 第二種金融商品取引業：近畿財務局長（金商）第196号
- 宅地建物取引業：大阪府知事（4）第54523号

## YOUTUBE
- 桂三若のかんたん信託落語[2]